# Johann Smith
Johann Smith (Hartford, 25 aprile 1987) è un ex calciatore statunitense, di ruolo attaccante.

## Carriera

### Club

#### Gli inizi
Cresciuto nel comune di Bloomfield (Connecticut, USA), Johann ebbe modo di avvicinarsi al mondo del calcio a scuola, dove fu selezionato per la squadra che rappresentava l'istituto da lui frequentato - usanza questa molto diffusa negli Stati Uniti d'America e in Canada -. Ottenne buoni risultati in questo sport che andarono a sommarsi agli altri buoni risultati ottenuti nell'atletica, arrivando a percorrere i 100 metri piani in 10,5 secondi. Fu quindi selezionato da una squadra di calcio locale, dove venne a sua volta notato dagli scout del Bolton Wanderers, che gli offrirono tre anni di contratto per militare nelle giovanili.

#### In giro per l'Europa
Johann fu quindi definito come calciatore di riserva per le partite contro il Tottenham Hotspur e il Charlton, nella prima parte della stagione 2006-2007. Quindi debuttò proprio contro il Charlton nella Football League Cup 2006-2007 ad ottobre 2006, mentre il suo debutto in Premier League avvenne il 28 ottobre 2006 contro il Manchester United, quando entrò all'85º minuto per sostituire Kevin Davies.
Poi nel gennaio 2007 passò in prestito al Carlisle United, facendo il suo debutto contro il Doncaster Rovers, entrando al 63º minuto per sostituire Kevin Gall. Segnò il suo primo goal da professionista il 29 aprile 2007 contro lo Swansea City.
A seguito di un infortunio subito durante una partita internazionale con la Nazionale minore degli Stati Uniti, Smith non svolse la preparazione estiva con il Bolton (infatti era rientrato dal prestito), saltando anche il torneo amichevole "Coppa della Pace" che in quell'anno si tenne in Corea del Sud. Quindi fu ceduto in prestito nella finestra estiva di calciomercato al Darlington e in quella invernale allo Stockport County.
Nel maggio 2008 non fu poi riconfermato insieme ad altri giovani dal tecnico del Bolton Gary Megson. Quindi, firmò un contratto con il Toronto FC.
Fece il suo debutto nella Major League Soccer il 17 agosto 2008, entrando come sostituto nel secondo tempo della partita contro i New York Red Bulls (partita poi persa 2-0). Nel 2009 poi espresse il desiderio di lasciare il Canada; desiderio che si realizzò il 16 giugno 2009 con la rescissione contrattuale.
Nel luglio 2009 firmò un contratto di due anni con il Rijeka, club militante nel campionato croato. Smith esordì nella partita contro i lussemburghesi del Differdange 03 nel turno di qualificazione dell'Europa League 2009-2010, ancora una volta subentrando a partita in corso.
Dopo aver collezionato solo 5 presenze e 0 gol, Smith il 23 marzo 2010 firmò un contratto di un anno con gli svedesi del Kalmar FF. Ma l'avventura scandinava fu molto effimera: il 25 maggio, dopo appena due mesi, il Kalmar decise di rescindere il contratto con Smith perché il suo rendimento era stato inferiore alle aspettative.
Seguì un periodo di contatti con gli olandesi del Rijnsburgse Boys, conclusisi poi con un nulla di fatto. Altri contatti ci furono tra il 2010 e il 2011 con alcuni club tedeschi delle categorie inferiori, anche in questo caso con scarsi risultati.
La carriera di Smith sembrava essere giunta al capolinea, quando nell'estate 2012 anche i New York Red Bulls, dopo alcuni contatti, decisero di non offrirgli un contratto.
Quindi, nel settembre 2012, i finlandesi del KuPS gli offrirono un contratto valido fino al termine della stagione, che segnerà anche l'addio di Smith al calcio professionistico.

### Nazionale
Smith fu convocato per il campionato mondiale di calcio Under-20 2007 in Canada, ma un infortunio lo costrinse poi a non partecipare alla competizione. Egli militò anche nelle nazionali giovanili degli Stati Uniti, ma non fu mai convocato nella nazionale maggiore.